# Pick Pay
Pick Pay war ein Schweizer Unternehmen im Detailhandel. Es wurde 1968 von Bruno Gideon (1931–2015) in Rümlang als Discounter gegründet. In den 1990er-Jahren wurde es mehrfach umstrukturiert und nach Volketswil verlegt. Es wurde Teil der Bon appétit Group und später Teil der Rewe Schweiz. Das formell bereits aufgelöste Unternehmen wurde 2005 von der damaligen Rast Holding-Tochter Denner übernommen.

## Geschichte
Den Weg für den Discounter Pick Pay ebnete in über zwanzig Jahren Arbeit Karl Schweri, der das alte Schweizer Handelssystem sprengte und der Markenartikelindustrie 1967 die Aufgabe der gebundenen Endverkaufspreise für Lebensmittel abrang. Schweri eröffnete im selben Jahr in Zürich-Altstetten die erste Filiale des Discounters, der ab 1969 als Denner bekannt wurde.
Die Pick Pay AG mit Sitz in Rümlang wurde am 29. August 1968 im Handelsregister eingetragen und eröffnete noch im selben Jahr ihre erste Filiale in Zürich Oerlikon. Das von Glattbrugg aus operierende Unternehmen wurde 1982 durch die Hofer & Curti AG übernommen.
Hofer & Curti, Denner und die Usego-Trimerco Holding AG (UTH) gingen 1990 eine strategische Partnerschaft ein, um die Marktdominanz von Migros und Coop zu brechen. 1993 beschloss Denner, auszusteigen. Denner hinterliess Hofer & Curti Anteile an der UTH, in welche 1994 Pick Pay integriert wurde. 1996 folgte die Fusion von Pick Pay und UTH, aus welcher die Usego Hofer Curti AG (UHC) entstand. Diese wurde 1999 mit der Bon appétit Holding AG fusioniert. Dadurch entstand die Bon appétit Group (BAG) mit Sitz in Volketswil.
Die BAG erreichte damit ihren Zenit und lancierte die ersten Starbucks-Filialen in Kontinentaleuropa (Lizenz für die Schweiz und Österreich). BAG musste sich 2003 von verschiedenen Unternehmenszweigen und den Starbucks-Lizenzen trennen. Als die deutsche Rewe Group am vermeintlich lukrativen Schweizer Markt und der schrumpfenden Bon appétit Interesse anmeldete, nutzte die Familie Curti die Gunst der Stunde, um ihre Anteile an der BAG zu verkaufen. Im Juni 2003 erwarb Rewe die Aktienmehrheit an der BAG und unterbreitete das obligatorische, öffentliche Übernahmeangebot an alle Aktionäre, welches auch weitere Teilhaber nutzten. Rewe erwarb 88 % des Aktienkapitals der BAG.

### 1-Rappen-Aktion
Einen vorübergehenden Marketing-Coup lancierte Pick Pay 1995, indem er die Preise auf Fr. x.x9 oder x.x4 reduzierte (statt x.x0 oder x.x5) und den Kunden beim Bezahlen den genauen Rappenbetrag mit Einräpplern zurückgab. Diese Aktion sorgte für viel Beachtung, da der Einräppler – obwohl damals noch Kurantmünze – im Alltag ausser Gebrauch war und kostete Pick Pay nur den Preisabschlag um einen Rappen pro Produkt, den Schweizer Staat aber pro von Pickpay von diesem bezogenen Einräppler netto 3 Rappen, da die Produktionskosten damals bei 4 Rappen lagen, Pick Pay allerdings die Münzen – da kursfähig – zum Nominalwert kaufen konnte. Da die Kunden ihre Einräppler ausserhalb von Pick Pay jedoch nicht mehr loswurden und sich die Publicity gelegt hatte, stellte Pick Pay die Aktion wieder ein.

### Rewe Schweiz
Das Jahr 2004 entwickelte sich ebenfalls schlecht und Rewe reduzierte die BAG auf die beiden Geschäftseinheiten Pick Pay und den Gastronomie-Grosshandel Prodega CC/Growa CC. Im Laufe des Jahres veräusserten weitere Aktionäre ihre Anteile an Rewe, die Ende 2004 über 99 % des BAG-Aktienkapitals kontrollierte. Für Pick Pay wurden neue Geschäftsformen geprüft, da die Filialen meist durch langfristige Mietverträge an Liegenschaften der Migros gebunden waren und die Verträge nicht gekündigt werden konnten. Die «Rückumwandlung» von Pick Pay in einen Discounter misslang, da die Migros sich mit ihrer eigenen M-Budget-Produktelinie inzwischen mit Denner, Coop und Carrefour Schweiz einen harten Preiskampf lieferte. Die «kündbaren» Filialen wurden in Pick Fresh, ein neues Franchise-System, überführt und verpachtet.
Im Jahr 2005 begann Rewe mit der Migros Gespräche über ein Joint-Venture im Gastronomie-Grosshandel, in welchem der Migros-Genossenschafts-Bund selber mit der Tochtergesellschaft Scana Lebensmittel AG aktiv ist. Unvermittelt schloss Rewe ein Joint-Venture mit Coop ab. Wegen des Wortbruches erklärte Migros, die Mietverhältnisse der Pick-Pay-Filialen mit Auslaufen der Verträge jeweils aufkünden zu wollen und das Unternehmen auf diese Weise über die nächsten Jahre vom Markt verschwinden zu lassen.
Ende Juni 2005 liess Rewe die verbliebenen BAG-Aktien (0,15 %) dekotieren und erzwang damit juristisch die vollständige Übernahme der alten Gesellschaft. Die verbliebenen BAG-Geschäftseinheiten wurden daraufhin im Unternehmen Rewe Schweiz AG zusammengeführt und neu strukturiert. Aus dem Schweizer Detailhandel zog man sich zwei Monate später zurück: am 5. September 2005 bestätigte die Rast Holding (Denner) offiziell die Übernahme der Pick-Pay-Filialen von Rewe Schweiz. Ab dem 1. November 2005 gehörte Pick Pay der Rast Holding. Im Jahre 2006 wurden sämtliche Pick-Pay-Filialen in Denner-Filialen umgewandelt oder geschlossen.

## Geschäftsjahr 2004
Das Unternehmen betrieb Ende 2004 125 eigene Geschäfte und belieferte 100 unabhängige Detaillisten, die unter dem Namen "Pick Pay Partner" am Markt auftraten. Das Sortiment bestand aus über 4'000 Artikeln, die vorwiegend Markenartikel, aber auch Eigenmarken-Produkte umfassen.
Im Jahr 2004 beschäftigte das Unternehmen rund 1'300 Mitarbeiter und erzielte einen Umsatz von 825 Millionen Franken. Der Gewinn (oder Verlust) ist nicht bekannt.